# هرمانية ثلاثية الأوراق
هرمانية ثلاثية الأوراق (الاسم العلمي:Hermannia ternifolia) هي نوع من النباتات تتبع جنس الهرمانية من الفصيلة الخلنجية.